# Terpsiphone
Genre
Le genre Terpsiphone comprend douze espèces de passereaux appartenant à la famille des Monarchidae.

## Liste des espèces
D'après la classification de référence (version 14.1, 2024) du Congrès ornithologique international (ordre phylogénique) :
- Terpsiphone bedfordi – Tchitrec de Bedford
- Terpsiphone rufocinerea – Tchitrec du Congo
- Terpsiphone rufiventer – Tchitrec à ventre roux
- Terpsiphone smithii – Tchitrec d'Annobón
- Terpsiphone batesi – Tchitrec de Bates
- Terpsiphone viridis – Tchitrec d'Afrique
- Terpsiphone paradisi – Tchitrec de paradis
- Terpsiphone affinis – Tchitrec de Blyth
- Terpsiphone floris – Tchitrec de la Sonde
- Terpsiphone incei – Tchitrec de l'Amour
- Terpsiphone atrocaudata – Tchitrec du Japon
- Terpsiphone cyanescens – Tchitrec de Palawan
- Terpsiphone cinnamomea – Tchitrec roux
- Terpsiphone atrochalybeia – Tchitrec de Sao Tomé
- Terpsiphone mutata – Tchitrec malgache
- Terpsiphone corvina – Tchitrec des Seychelles
- Terpsiphone bourbonnensis – Tchitrec des Mascareignes